# Bathyphantes gulkana
Espèce
Bathyphantes gulkana est une espèce d'araignées aranéomorphes de la famille des Linyphiidae.

## Distribution
Cette espèce se rencontre, :
- aux États-Unis en Alaska ;
- au Canada au Yukon et dans les Territoires du Nord-Ouest ;
- en Russie en Tchoukotka, dans les oblasts de Sakhaline et de Magadan et dans le kraï du Kamtchatka.

## Description
La femelle holotype mesure 2,9 mm.

## Étymologie
Son nom d'espèce lui a été donné en référence au lieu de sa découverte, la Gulkana River.

## Publication originale
- Ivie, 1969 : North American spiders of the genus Bathyphantes (Araneae, Linyphiidae). American Museum novitates, no 2364, p. 1-70 (texte intégral).